# Okuma Corporation
Az Okuma Corporation (オークマ株式会社; Hepburn: Ōkuma Kabushiki-gaisha) szerszámgépgyártó, melynek székhelye Japán Aicsi prefektúrájában, Ógucsi városában található. A vállalat globális piaci részesedéssel rendelkezik a CNC szerszámgépek, így a CNC esztergák, a megmunkálóközpontok és az eszterga-maróközpontok piacán. A  cég gyárautomatizálási termékeket és szervómotorokat is gyárt.
Az Okuma szerepel a Tokiói Értéktőzsdén a Nikkei 225 tőzsdeindex tagjaként.

## Története
A vállalatot 1898-ben Okuma Noodle Machine Co. néven alapították tésztagyártógépek gyártására és forgalmazására. Ókuma Eiicsi, a cég alapítója az udon gyártásának hatékonyabbá tételén munkálkodott. Egy eszterga segítségével „pálcikákat” gyártott, melyeknek fontos szerepe volt az udontészta feldarabolásában. A Japánban ekkor alkalmazott esztergák silány pontossággal rendelkeztek, ez volt az egyik legfőbb ok, amiért a vállalat szerszámgépgyártásba kezdett. 1918-ban Eiicsi megalapította az Okuma Machinery Works Ltd. vállalatot és elkezdte forgalmazni az első esztergáját.
A vállalat termékpalettáját a kezdeti években elsősorban esztergák tették ki, azonban azóta már számos CNC szerszámgépet, így esztergákat, megmunkálóközpontokat (marókat), eszterga-maróközpontokat és köszörűgépeket is gyárt. Az Okuma kétoszlopos megmunkálóközpontjai igen népszerűek Japánban.

## Technológiai fejlesztések

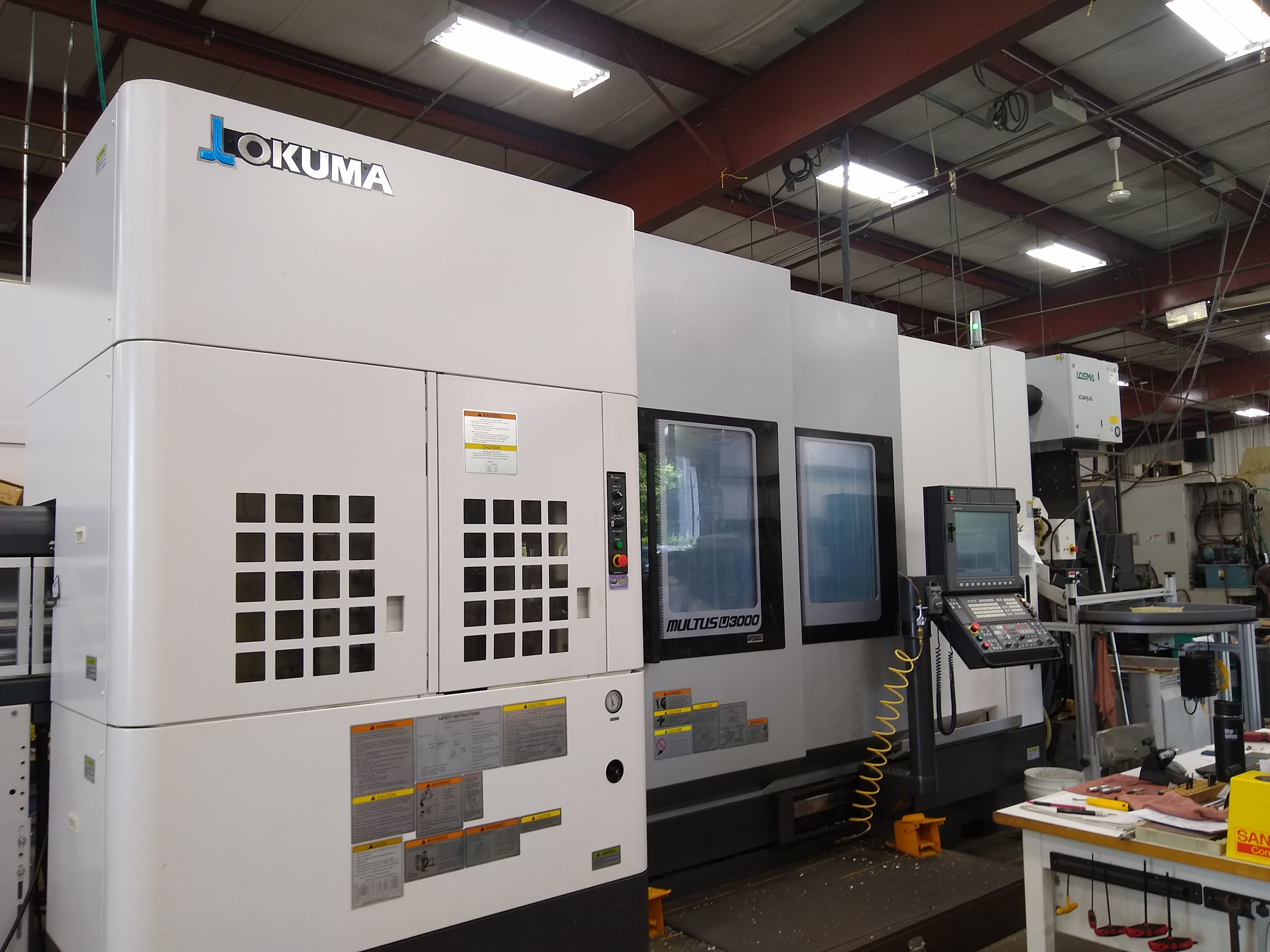
Egy Okuma MULTUS U3000 megmunkálóközpont a Blackstone Valley-i Lampin Corporation üzemében

A legtöbb szerszámgépgyártó külsős cégektől, így például a FANUC-tól, a Mitsubishi Electrictől, a Siemenstől vagy a Heidenhaintól szerzi be a CNC-vezérlőket. Ugyan az évek során számos szerszámgépgyártó, így többek között a Mazak, az Okuma és a Haas is kifejlesztette a saját vezérlőrendszerét, azonban az Okuma az „egyetlen forrás" filozófiája szerint a legtöbb szerszámgépgyártóval ellentétben a legtöbb hardverét szoftverét és gépalkatrészét maga fejleszti ki és szereli össze.
Az Okuma CNC-vezérlője az „Okuma Sampling Pathcontrol" (Okuma mintavételi útvonal-vezérlés) vagy röviden „OSP" nevet kapta. Ez zárt hurkú vezérlést biztosít az abszolútpozíció-rendszerén keresztül.

## Fordítás
- Ez a szócikk részben vagy egészben  az   Okuma Corporation című angol Wikipédia-szócikk ezen változatának fordításán alapul.  Az eredeti cikk szerkesztőit annak laptörténete sorolja fel. Ez a jelzés csupán a megfogalmazás eredetét és a szerzői jogokat jelzi, nem szolgál a cikkben szereplő információk forrásmegjelöléseként.